# Niels Poulsen (Radsportler)
Niels Poulsen (* 30. September 1960 in Kopenhagen) ist ein ehemaliger dänischer Radrennfahrer.

## Sportliche Laufbahn
Seinen ersten größeren Erfolg im Bahnradsport hatte Poulsen 1985, als er Dritter der nationalen Meisterschaft im 1000-Meter-Zeitfahren hinter dem Sieger Kenneth Røpke wurde. Bis 1994 gewann er in jedem Jahr mindestens eine Medaille bei den Bahnmeisterschaften im Sprint oder im Zeitfahren. Eine Ausnahme bildete die Saison 1992, in der er verletzungsbedingt pausieren musste. 1991 konnte er dann den Titel im Zeitfahren gewinnen. 1988 war er im Zeitfahren bei den Meisterschaften der Nordischen Länder im Bahnradsport erfolgreich.